# Gastein Ladies
El torneig de Bad Gastein, conegut oficialment com a Nürnberger Gastein Ladies, és una competició tennística professional que es disputa sobre terra batuda a Bad Gastein, Àustria. Pertany als International Tournaments del circuit WTA femení. El torneig es va crear l'any 2007 i actualment es disputa al mes de juliol.
En la presentació del calendari de 2017 de la WTA es va anunciar que el torneig de Bad Gastein desapareixia per traslladar-se a Gstaad (Suïssa), però que aquest canvi ja es realitzava immediatament i en la mateixa temporada 2016, malgrat que ja havia estat aprovat a principi d'any la seva celebració a Bad Gastein.
La tennista alemanya Andrea Petkovic és l'única que ha repetit victòria en categoria individual, mentre que la txeca Lucie Hradecká va guanyar les cinc primeres edicions en dobles amb quatre parelles diferents.

## Palmarès

### Individual femení
| Any  | Campiona                    | Finalista                | Resultat         |
| ---- | --------------------------- | ------------------------ | ---------------- |
| 2015 | Samantha Stosur             | Karin Knapp              | 3−6, 7−6(3), 6−2 |
| 2014 | Andrea Petkovic (2)         | Shelby Rogers            | 6−3, 6−3         |
| 2013 | Yvonne Meusburger           | Andrea Hlaváčková        | 7−5, 6−2         |
| 2012 | Alizé Cornet                | Yanina Wickmayer         | 7−5, 7−6(1)      |
| 2011 | María José Martínez Sánchez | Patricia Mayr-Achleitner | 6−0, 7−5         |
| 2010 | Julia Görges                | Timea Bacsinszky         | 6−1, 6−4         |
| 2009 | Andrea Petkovic             | Ioana Raluca Olaru       | 6−2, 6−3         |
| 2008 | Pauline Parmentier          | Lucie Hradecká           | 6−4, 6−4         |
| 2007 | Francesca Schiavone         | Yvonne Meusburger        | 6−1, 6−4         |

### Dobles femenins
| Any  | Campiones                              | Finalistes                             | Resultat            |
| ---- | -------------------------------------- | -------------------------------------- | ------------------- |
| 2015 | Danka Kovinić Stephanie Vogt           | Lara Arruabarrena Lucie Hradecká       | 4−6, 6−4, [10−3]    |
| 2014 | Karolína Plíšková Kristýna Plíšková    | Andreja Klepač María Teresa Torró Flor | 4−6, 6−3, [10−6]    |
| 2013 | Sandra Klemenschits Andreja Klepač     | Kristina Barrois Eleni Daniïlidu       | 6−1, 6−4            |
| 2012 | Jill Craybas Julia Görges              | Anna-Lena Grönefeld Petra Martić       | 6−7(4), 6−4, [11−9] |
| 2011 | Lucie Hradecká Eva Birnerová           | Jarmila Gajdošová Julia Görges         | 4−6, 6−2, [12−10]   |
| 2010 | Lucie Hradecká Anabel Medina Garrigues | Timea Bacsinszky Tathiana Garbin       | 6−7(2), 6−1, [10−5] |
| 2009 | Andrea Hlaváčková Lucie Hradecká (2)   | Tatjana Malek · Andrea Petkovic        | 6−2, 6−4            |
| 2008 | Andrea Hlaváčková Lucie Hradecká       | Sesil Karatantcheva · Nataša Zorić     | 6−3, 6−3            |
| 2007 | Lucie Hradecká Renata Voráčová         | Ágnes Szávay · Vladimíra Uhlířová      | 6−3, 7−5            |